# Chromehounds
Chromehounds (クロムハウンズ Kuromuhaunzu?) es un videojuego de simulación de vehículos desarrollado por From Software en el año 2006 exclusivamente para la consola Xbox 360. 
El juego está ambientado en un universo alterno futurista, en el que tres países con enormes máquinas de guerra metálicas llamadas "Hounds" (una especie de mecha), libran una batalla por el control de Neroimus. Sus modalidades de juego son para un jugador y multijugador a través de Xbox Live. Una de las características sobresalientes de este juego es que los "Hounds" poseen piezas intercambiables que hacen que el jugador personalice su mecha con piezas, armas, accesorios, apariencias, entre otras. Sin embargo, Sega cerró los servidores para este juego de manera definitiva el 6 de enero de 2010, inhabilitándolo completamente para jugar en línea.

## Argumento
La historia principal se centra en los conflictos colaterales entre tres países fronterizos: Tarakia, Morskoj y Sal Kar. Cada país intentará apoderarse del control de Neroimus, una región ficticia cercana al Mar Negro. 
 
En el modo de un jugador, la historia inicia antes de la Guerra de Neroimus. El jugador personifica a un mercenario anónimo proveniente de Rafzekael, quien a lo largo de siete misiones se familiariza con varios de los componentes de su Hound. En el modo multijugador a través de Xbox Live se ve el verdadero potencial de este videojuego. En esta modalidad se pueden crear pelotones de hasta veinte jugadores e ir al campo de batalla en equipos de seis, para enfrentarse allí contra los Hounds de los clanes rivales.

## Sistema de juego
Tanto el modo de un jugador como el modo en línea ocupan una posición específica en la historia del juego: en el modo de un jugador se relatan los eventos que dispararon la Guerra de Neroimus, mientras que el modo multijugador se desarrolla en el clímax de la guerra.

Chromehounds ofrece oportunidades para ampliar las ideas estratégicas en el desarrollo del juego, para cumplir con diferentes objetivos en cada misión. Para ello existen seis diferentes clases de Hounds para cumplir con un rol específico en el desarrollo del juego: rastreador, soldado, francotirador, defensor, artillero y comandante táctico.

### Garaje
El garaje en Chromehounds es el lugar donde el jugador puede personalizar el Hound. A pesar de que los garajes de cada modo de juego funcionan de manera idéntica, los Hounds personalizados en el modo de un jugador se limitan a los componentes desbloqueados al completar las misiones offline. Otros componentes se encuentran disponibles para adquirirlos de manera gratuita y por pago a través de Xbox Live Marketplace. Los complementos especiales pueden ser adquiridos cuando son ofertados en la lotería del juego. Aquí se incluyen complementos desarrollados por otros jugadores del mismo país del juego, complementos desechados por los demás clanes y piezas capturadas cuando se ganan batallas.

## Guerra de Neroimus
La Guerra de Neroimus es la campaña en línea que incorpora a los tres países combatiendo por la región de Neroimus. Los jugadores pueden crear o adherirse a un pelotón para participar. El mapa de Neroimus está seccionado en varias áreas conectadas entre sí por vías de acceso. A su vez, cada área se divide en diferentes mapas. Los clanes pueden iniciar una misión contra enemigos atrincherados en áreas adyacentes o contra clanes rivales que estén atacando áreas ocupadas por clanes amigos. La victoria otorga puntos meritorios que incrementan el rango del jugador, complementos capturados para ofrecer en la lotería y puntos de captura. Cuando un país ha obtenido cierta cantidad de puntos de captura (de 25.000 a 35.000 para zonas normales de combate y 50.000 para capitales), este mapa se transforma en provincia propia. Un área pertenece al país que más puntos de captura tenga en sus mapas. Cuando la capital cae a manos enemigas, todas las áreas pasan a ser del país conquistador y los jugadores solo pueden luchar por recapturar su capital o solicitar asilo en otro país. La guerra termina cuando el país controla la totalidad del mapa, o después de transcurridos dos meses del inicio de la guerra. Una vez terminada la guerra los pelotones podrán escoger nuevamente para qué país combatir y entonces se inicia una nueva guerra.

## Recepción y crítica
Chromehounds obtuvo críticas positivas y negativas. Fueron elogiadas las opciones del juego en línea y las amplias posibilidades de personalización de los mechas, pero tuvo críticas desfavorables la escasa historia, gráficas promedio y la actitud pasiva del juego.

## Clausura del servidor
El 7 de agosto de 2009, Sega anunció públicamente que los servidores en línea de Chromehounds se cerrarían el 6 de enero de 2010. A partir de esta fecha los usuarios estarían habilitados sólo para jugar en el modo offline.